# Scaptomyza hsui
Scaptomyza hsui är en tvåvingeart som beskrevs av Walter Leopold Victor Hackman 1955. Scaptomyza hsui ingår i släktet Scaptomyza och familjen daggflugor. Inga underarter finns listade i Catalogue of Life.